# Aarlanderveen Molen No.4
De 4e molen of putmolen van de Molenviergang Aarlanderveen ligt ongeveer 1 km ten zuidwesten van Aarlanderveen. 
De molen bemaalt De Put, het laagste deel van de drooggemaakte polder aan de westzijde van Aarlanderveen en maalt het water in het hogere deel van de polder, het bovenblok. Naast de molen staat een kleine, werkende molen met scheprad.
De huidige molen is in 1801 gebouwd ter bemaling van het laagstgelegen deel van de polder, waar door turfwinning na het droogmalen van de polder een grote veenplas was ontstaan. De put van de polder ligt op - 4.7 m. NAP en het hoogste deel van de polder, het bovenblok, op - 1.2 m NAP. Deze polder is 125 ha groot.
De poldermolen is eigendom van Stichting Molenviergang Aarlanderveen sinds 1963. Het binnenwerk is uitgerust met een vijzel met een diameter van 1,45 m en een opvoerhoogte van 0,90 m en wijkt daarmee af van de andere drie molens, die met een scheprad zijn uitgerust. Oorspronkelijk zou de molen het water veel verder opvoeren, waarom indertijd voor een vijzel gekozen werd. Het vulpunt van de vijzel ligt diep in het water. Dit is gedaan omdat het veen inklinkt en de vijzel daarom niet zo snel vervangen behoeft te worden, maar als nadeel heeft dat de vijzel veel zwaarder loopt.
Het gevlucht is Oud-Hollands opgehekt met op de binnenroede fokwieken en vanaf 1999 op de buitenroede van Busselneuzen. De fokken van deze molen bestaan nu uit drie delen. Voorheen waren die ongedeeld, maar omdat die steeds stuk gingen waarschijnlijk door het buigen van de roede werd overgegaan naar een driedelige fok. In 1936 kreeg de molen op beide roeden Dekkerwieken, maar dit beviel niet en vanaf rond 1968 werden de Dekkerwieken op de buitenroede vervangen door fokwieken. Na het breken van de bovenas in 1989 werd op beide roeden fokwieken aangebracht. Met de verandering van de overbrengingsverhouding van het onderwiel naar het vijzelwiel werden in 1999 de fokken op de buitenroede vervangen door Van Busselneuzen.
In oktober 1989 brak de 4,68 m lange bovenas van de gieterij de Prins van Oranje en viel het gevlucht naar beneden. De in 1989 door de Gieterij Hardinxsveld gegoten nieuwe bovenas met nummer 32 werd in 1990 na een blikseminslag alweer vervangen door een nieuwe van de Gieterij Hardinxsveld met nummer 42 en 5,50 m lengte.
Op de kapzolder zijn de sporen van de brand in de kap in 1990 duidelijk te zien aan zwartgeblakerde houten delen.
De lange spruit ligt achter het bovenwiel en is gemaakt van een oude, gelaste, stalen roede van deze molen.
De kap ligt op een kruiwerk van 48 ijzeren rollen in houten rollenwagens en wordt gekruid met een kruiwiel.
De scharnierende Vlaamse vang wordt bediend met een wipstok. Om het bovenwiel zit een ijzeren hoep. De vangbalk is uitgerust met een kneppel en zit tussen een hangereel.

## Geschiedenis
In 1880 werd de bouw van de molen aanbesteed, omdat besloten was een deel van de polder verder uit te baggeren. Gekozen werd voor een vijzel omdat gedacht werd dat dit gedeelte van de polder diep uitgebaggerd kon worden en dat er op een afwatering met een hoger peil uitgemalen moest worden. Later bleek dat er nog maar een dunne veenlaag aanwezig was en uiteindelijk werd besloten het water van het uitgebaggerde gedeelte in het bovenblok van de polder uit te malen en niet op een afwatering met een hoger peil.
Volgens het bouwbestek werd de diameter van de houten vijzel 1,56 m. Aan de bovenkant is de vijzelkom en de beschoeping later ingekort met 2,40 m en was deze gemeten van begin schroefgang tot eind schroefgang 4,55 m lang. Ook werd de voorwaterloop verdiept. In 2001 is de vijzelkom nog verder met 1,95 m ingekort, is er een kleiner onderwiel geplaatst en is de voorwaterloop opnieuw verder verdiept. De huidige stalen vijzel is even lang als de oorspronkelijke houten vijzel en ligt nu weer op de oorspronkelijke diepte. Gemeten van begin schroefgang tot eind schroefgang is deze 5,75 m lang, de vijzelbalk 12,25 m lang en de diameter van de vijzel 1,45 m.

## Overbrengingen
- De overbrengingsverhouding is 1 : 2,43.
- Het bovenwiel heeft 65 kammen en de bovenschijfloop heeft 31 staven. De koningsspil draait hierdoor 2,10 keer sneller dan de bovenas. De steek, de afstand tussen de staven, is 13 cm.
- Het onderwiel heeft 36 kammen en het vijzelwiel 31 kammen. De vijzel draait hierdoor 1,16 keer sneller dan de koningsspil en 2,43 keer sneller dan de bovenas. De steek is 15,5 cm.

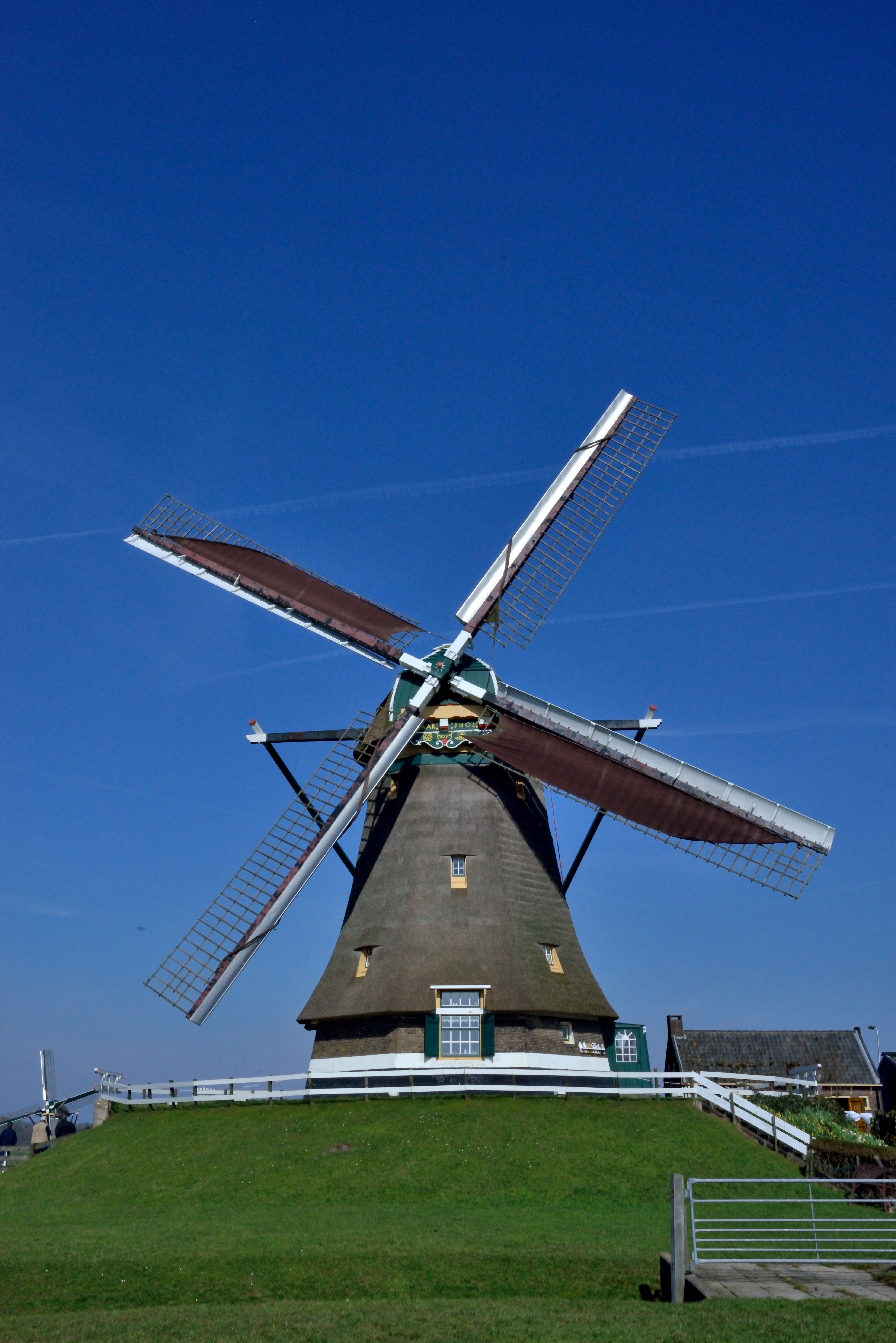
Maart 2016
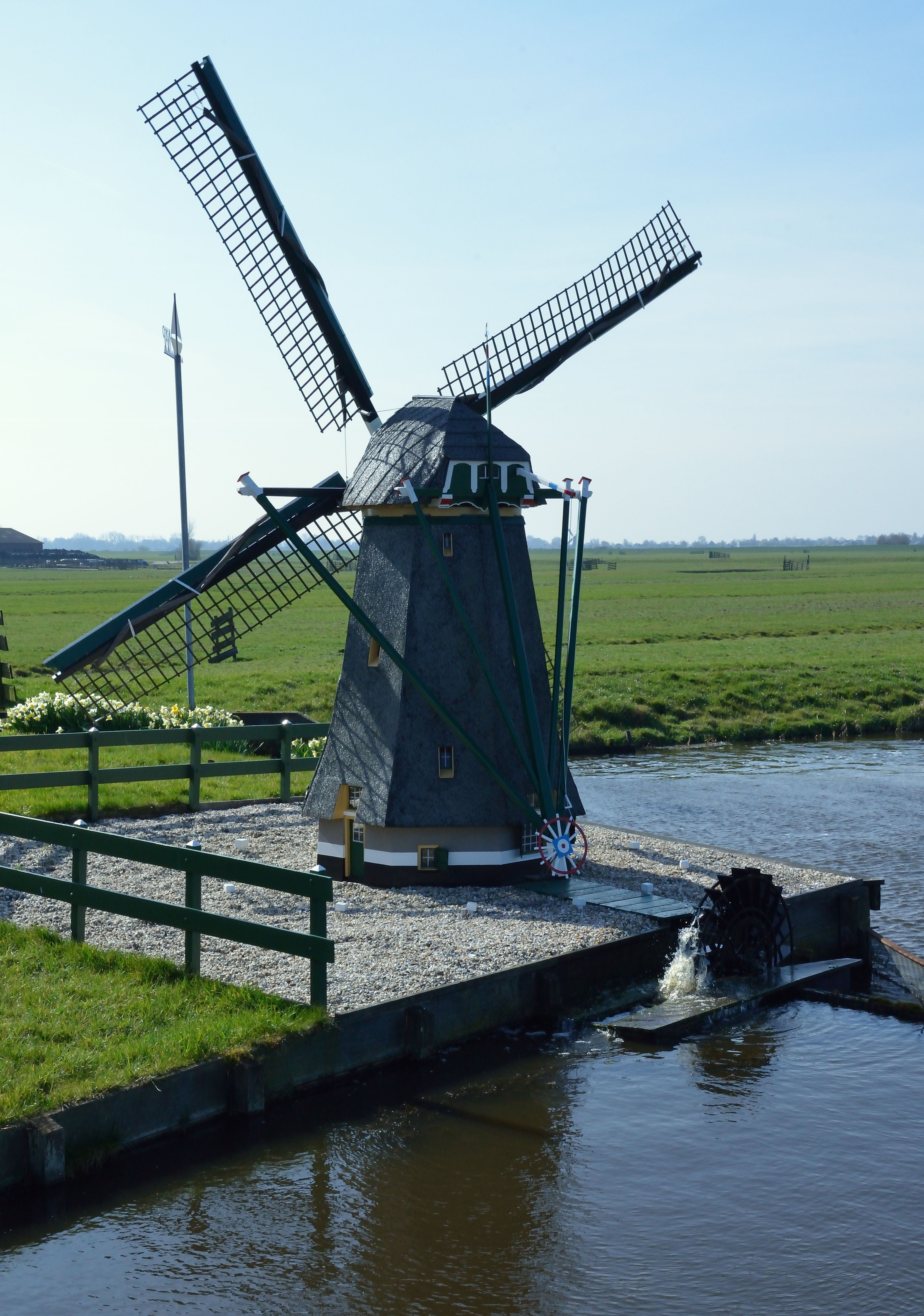
Schepradmolentje
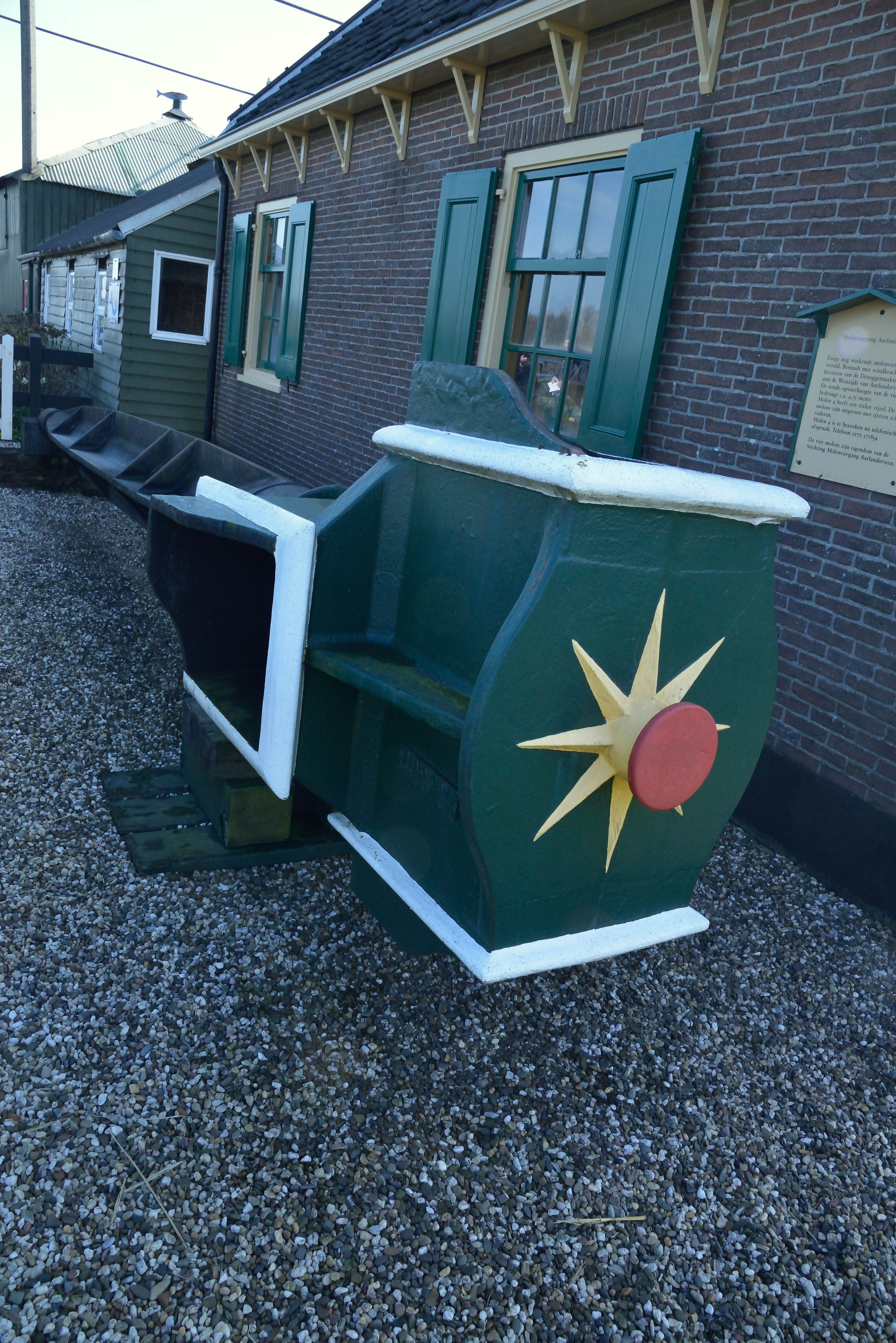
Bovenas uit 1989
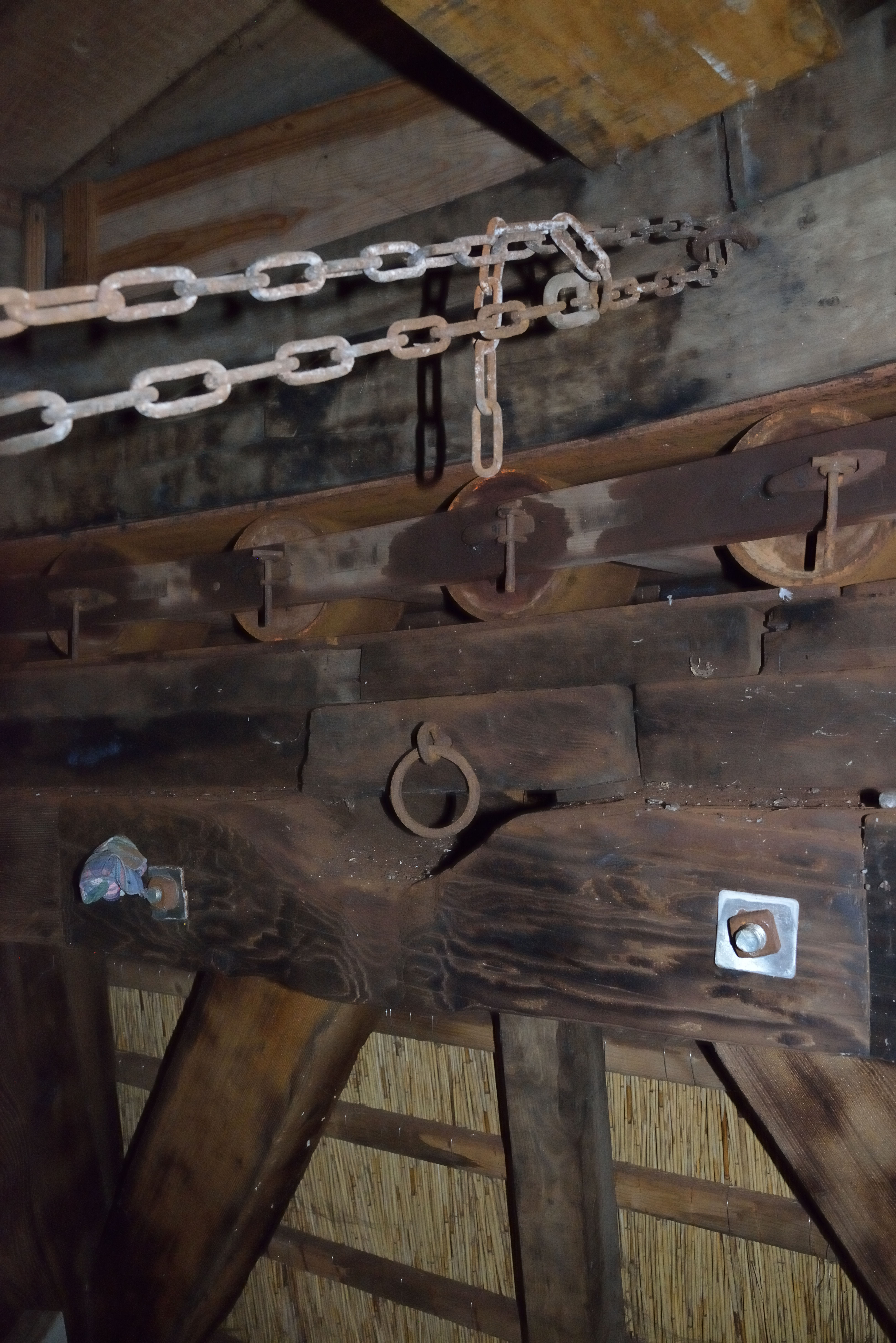
Rollensluis

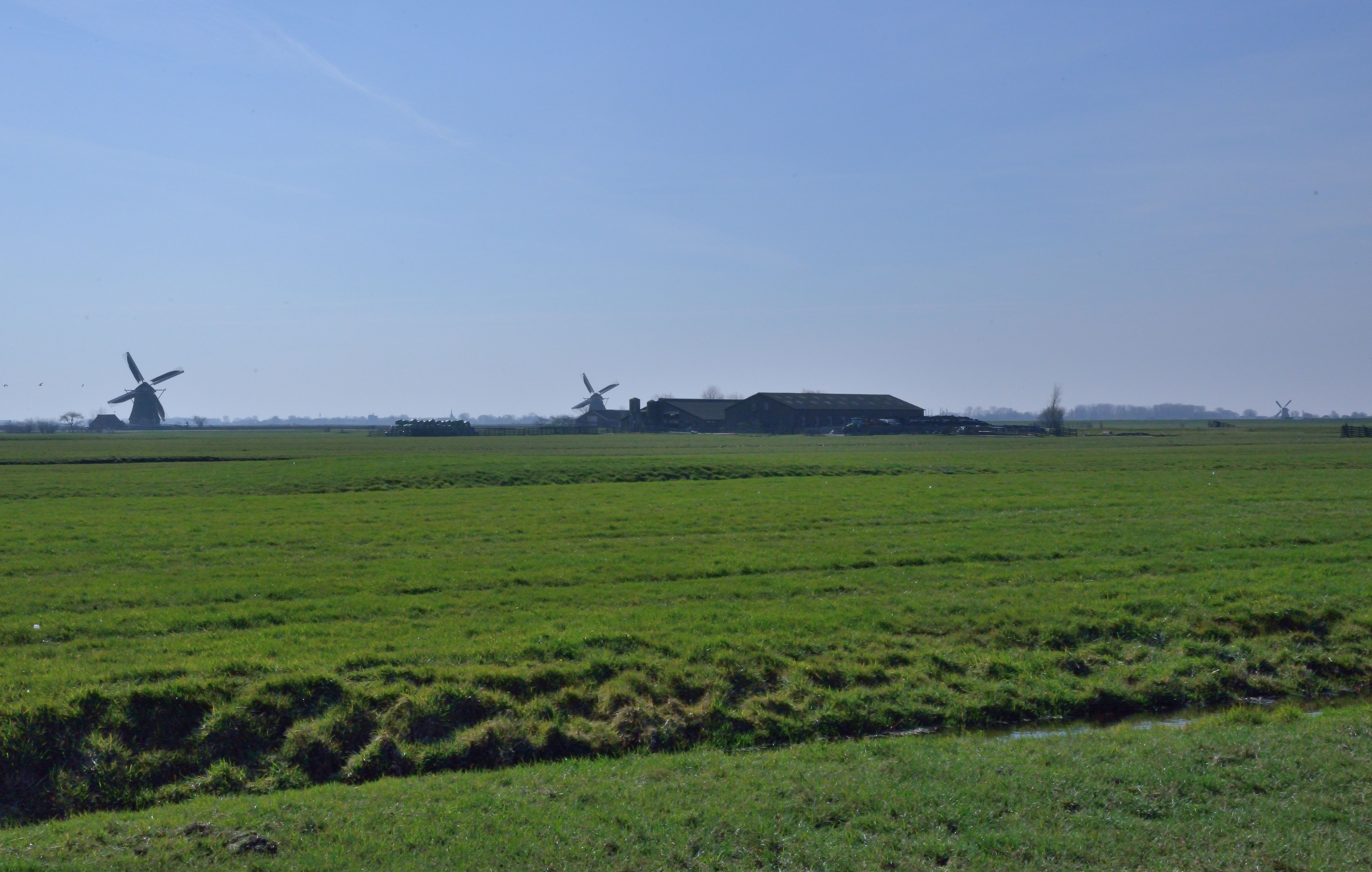
De andere drie molens
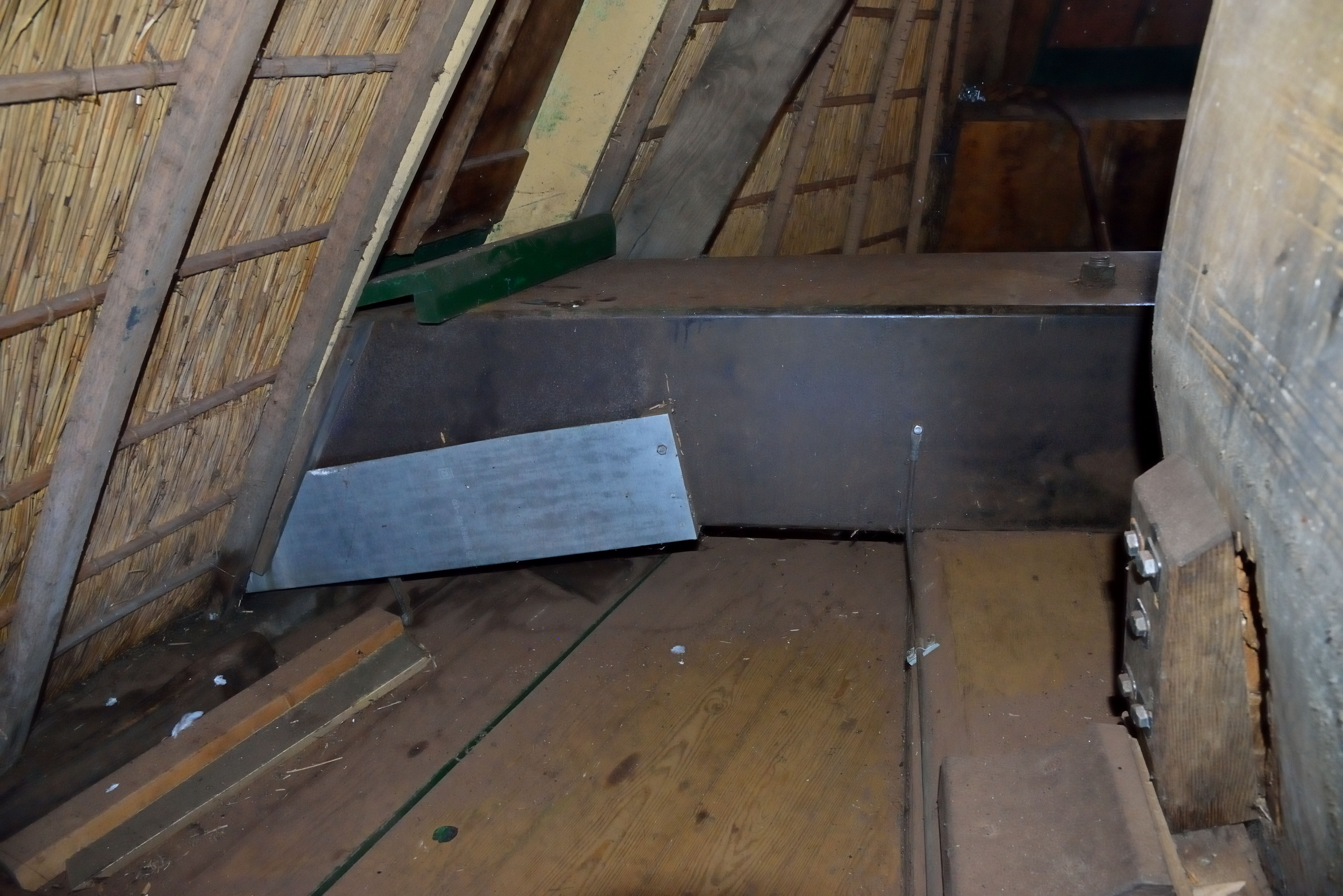
Lange spruit
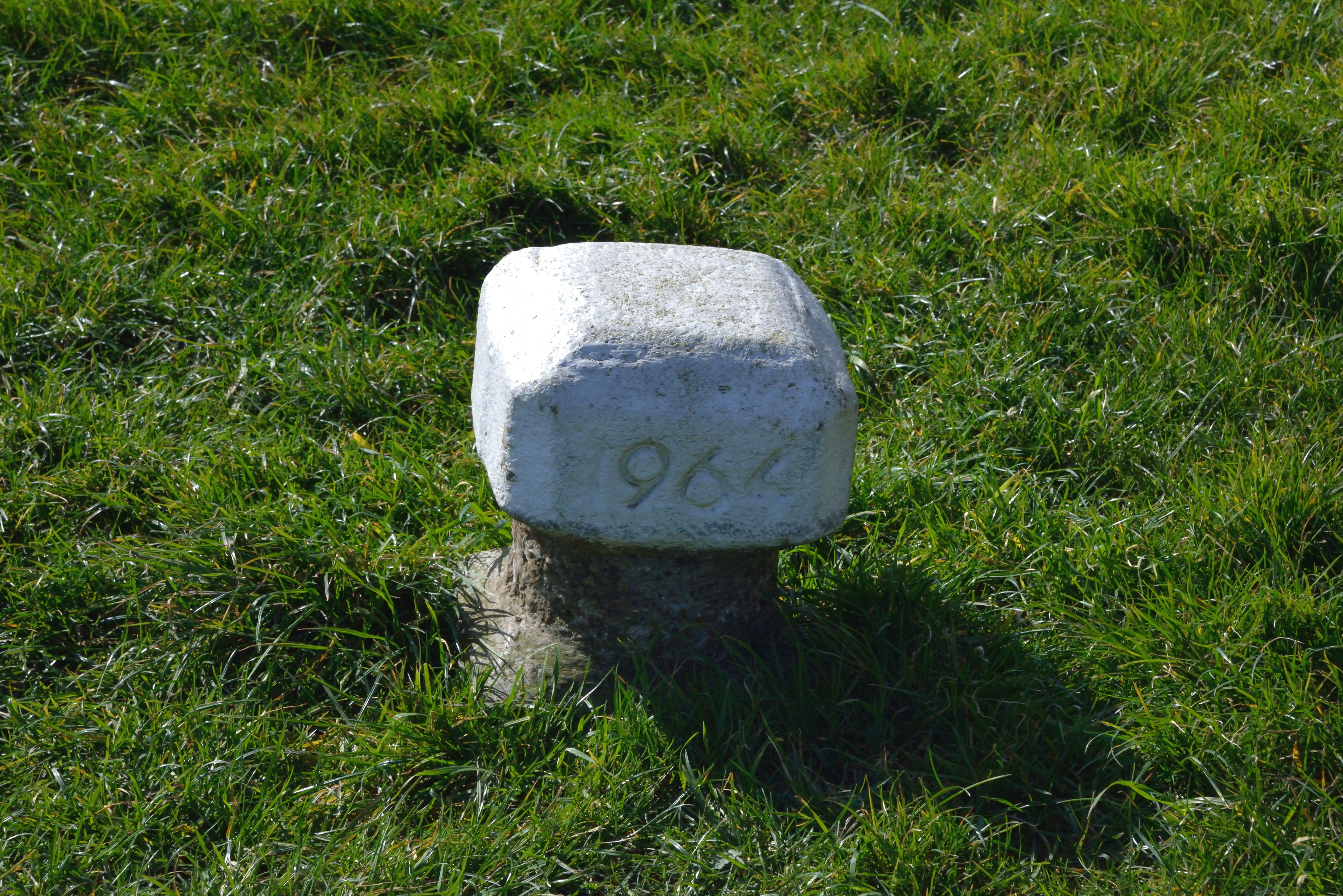
Kruipaal met 1964
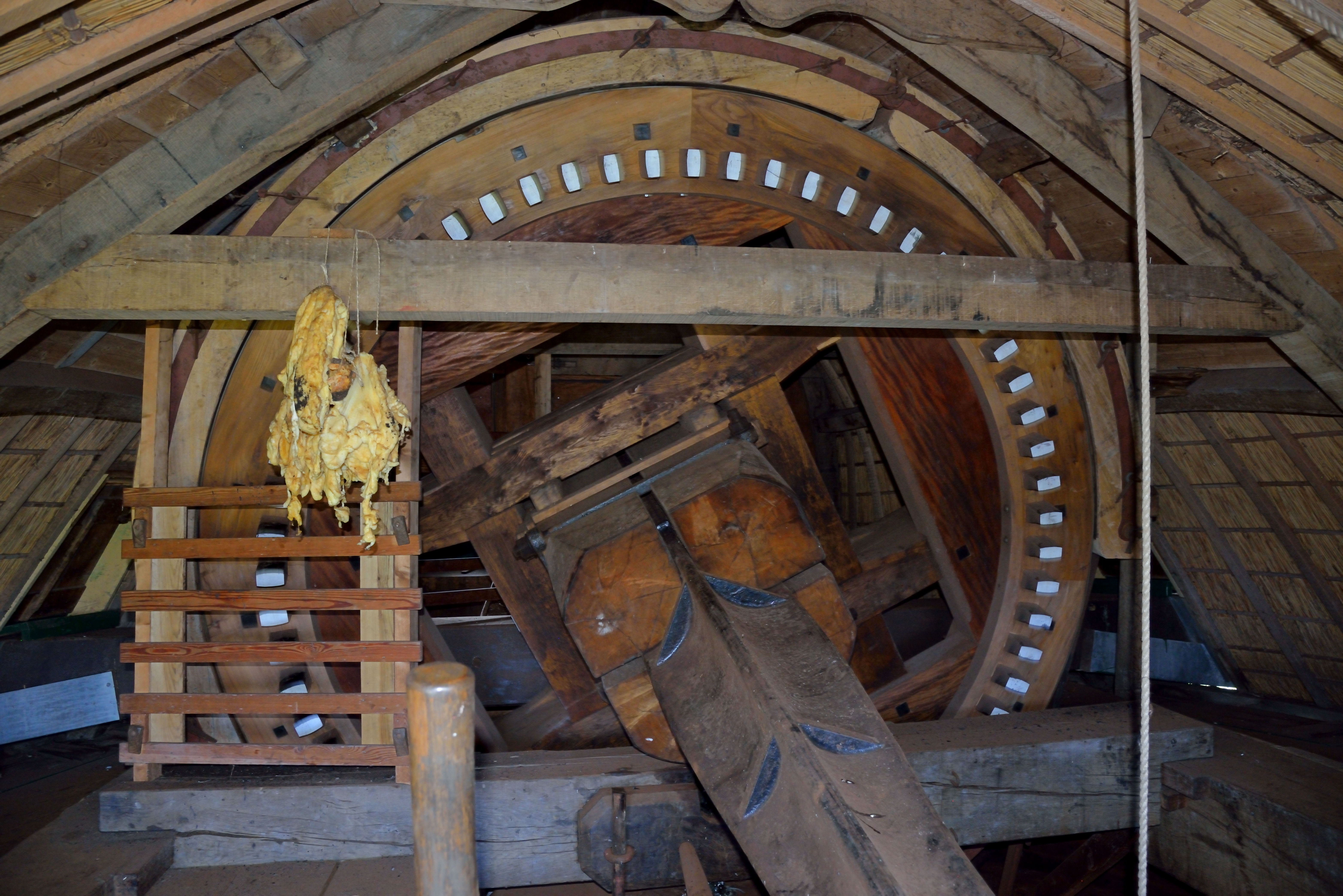
Bovenwiel